# Campeonato Nacional B 1986-87
El Campeonato Nacional B 1986-1987 fue el primero de la recién creada Primera B Nacional, llamada entonces Nacional B, el nuevo torneo de segunda división del fútbol argentino. Fue disputado entre el 19 de julio de 1986 y el 2 de mayo de 1987 por 22 equipos.
Para la integración de la nueva categoría se disputó una ronda clasificatoria, el Torneo Apertura 1986 de Primera B, entre los veinte equipos de la Primera División B, de los cuales Banfield, Colón, Defensa y Justicia, Deportivo Armenio, Lanús, Los Andes y Tigre fueron promovidos al Nacional B. A estos se sumaron un equipo descendido directamente de Primera División, Chacarita Juniors, y Huracán, que descendió por primera vez en su historia a 72 años de su ascenso a Primera, tras perder la final del Octogonal reclasificatorio frente a Deportivo Italiano, que pasó a competir en la Primera División.
Los restantes equipos fundadores de la nueva liga procedieron del Torneo del Interior 1986, todos clubes indirectamente afiliados a AFA: Atlético Concepción, Belgrano, Central Córdoba de Santiago del Estero, Central Norte de Salta, Chaco For Ever, Cipolletti, Deportivo Maipú, Deportivo Mandiyú, Douglas Haig, Ferro Carril Oeste (GP), Gimnasia y Esgrima de Jujuy, Guaraní Antonio Franco y Unión de Villa Krause.
Para ascender a Primera División, el torneo dispuso de dos cupos. El primero fue destinado al campeón de la categoría, mientras que para el segundo cupo se estipuló el desarrollo de un Octogonal Reducido de Ascenso entre los siguientes 8 mejores clasificados de la temporada, es decir, los clasificados desde el 2.º al 9.º puesto.
El campeón fue Deportivo Armenio, que ascendió directamente a Primera División. El segundo ascenso fue para Banfield, por medio del Octogonal de Ascenso.
Asimismo, el torneo determinó el descenso de Atlético Concepción, Central Norte de Salta y Unión de Villa Krause, todos ellos a su respectiva liga regional, por medio de la tabla de promedios.

## Conformación
| Torneo              | Promovidos al Nacional B 1986-87 |
| ------------------- | -------------------------------- |
| Primera B           | Banfield                         |
| Primera B           | Colón                            |
| Primera B           | Defensa y Justicia               |
| Primera B           | Deportivo Armenio                |
| Primera B           | Lanús                            |
| Primera B           | Los Andes                        |
| Primera B           | Tigre                            |
| Torneo del Interior | Atlético Concepción              |
| Torneo del Interior | Belgrano                         |
| Torneo del Interior | Central Córdoba (SdE)            |
| Torneo del Interior | Central Norte (S)                |
| Torneo del Interior | Chaco For Ever                   |
| Torneo del Interior | Cipolletti                       |
| Torneo del Interior | Deportivo Maipú                  |
| Torneo del Interior | Deportivo Mandiyú                |
| Torneo del Interior | Douglas Haig                     |
| Torneo del Interior | Ferro Carril Oeste (GP)          |
| Torneo del Interior | Gimnasia y Esgrima (J)           |
| Torneo del Interior | Guaraní Antonio Franco           |
| Torneo del Interior | Unión (VK)                       |

| Prom | Descendidos de la Primera División 1985-86 |
| ---- | ------------------------------------------ |
| 18.º | Huracán                                    |
| 19.º | Chacarita Juniors                          |

## Equipos
| Equipo                 | Ciudad                | Estadio                                  | Capacidad |
| ---------------------- | --------------------- | ---------------------------------------- | --------- |
| Atlético Concepción    | Banda del Río Salí    | Ingeniero José María Paz                 | 8000      |
| Banfield               | Banfield              | Florencio Sola                           | 23 800    |
| Belgrano               | Córdoba               | Julio César Villagra                     | 30 500    |
| Central Córdoba        | Santiago del Estero   | Alfredo Terrera                          | 21 500    |
| Central Norte (S)      | Salta                 | Dr. Luís Güemes                          | 6000      |
| Chacarita Juniors      | Villa Maipú           | Chacarita Juniors                        | 26 530    |
| Chaco For Ever         | Resistencia           | Juan Alberto García                      | 15 000    |
| Cipolletti             | Cipolletti            | La Visera de Cemento                     | 12 000    |
| Colón                  | Santa Fe              | Brigadier Estanislao López               | 32 000    |
| Defensa y Justicia     | Florencio Varela      | Norberto Tomaghello                      | 15 000    |
| Deportivo Armenio      | Ingeniero Maschwitz   | No posee                                 | -         |
| Deportivo Maipú        | Maipú                 | Omar Higinio Sperdutti                   | 8000      |
| Deportivo Mandiyú      | Corrientes            | No posee                                 | -         |
| Douglas Haig           | Pergamino             | Miguel Morales                           | 10 000    |
| Ferro Carril Oeste     | General Pico          | Coloso de Barrio Talleres                | 17 000    |
| Gimnasia y Esgrima     | San Salvador de Jujuy | 23 de Agosto                             | 23 000    |
| Guaraní Antonio Franco | Posadas               | Clemente Argentino Fernández de Oliveira | 8000      |
| Huracán                | Buenos Aires          | Tomás Adolfo Ducó                        | 48 314    |
| Lanús                  | Lanús                 | Ciudad de Lanús - Néstor Díaz Pérez      | 47 027    |
| Los Andes              | Lomas de Zamora       | Eduardo Gallardón                        | 30 000    |
| Tigre                  | Victoria              | José Dellagiovanna                       | 26 282    |
| Unión                  | Villa Krause          | 12 de Octubre                            | 9000      |

| 1. 2. |

### Distribución geográfica de los equipos
| Región                                   | Cant. | Equipos                                                                                      |
| ---------------------------------------- | ----- | -------------------------------------------------------------------------------------------- |
| conurbano bonaerense                     | 7     | Banfield, Chacarita Juniors, Defensa y Justicia, Deportivo Armenio, Lanús, Los Andes y Tigre |
| Ciudad de Buenos Aires                   | 1     | Huracán                                                                                      |
| Interior de la provincia de Buenos Aires | 1     | Douglas Haig                                                                                 |
| Provincia del Chaco                      | 1     | Chaco For Ever                                                                               |
| Provincia de Córdoba                     | 1     | Belgrano                                                                                     |
| Provincia de Corrientes                  | 1     | Deportivo Mandiyú                                                                            |
| Provincia de Jujuy                       | 1     | Gimnasia y Esgrima                                                                           |
| Provincia de La Pampa                    | 1     | Ferro Carril Oeste                                                                           |
| Provincia de Mendoza                     | 1     | Deportivo Maipú                                                                              |
| Provincia de Misiones                    | 1     | Guaraní Antonio Franco                                                                       |
| Provincia de Río Negro                   | 1     | Cipolletti                                                                                   |
| Provincia de Salta                       | 1     | Central Norte                                                                                |
| Provincia de San Juan                    | 1     | Unión                                                                                        |
| Provincia de Santa Fe                    | 1     | Colón                                                                                        |
| Provincia de Santiago del Estero         | 1     | Central Córdoba                                                                              |
| Provincia de Tucumán                     | 1     | Atlético Concepción                                                                          |

## Formato

### Competición
Se disputó un torneo de 42 fechas por el sistema de todos contra todos a dos ruedas.

### Ascensos
El equipo que obtuvo más puntos fue el campeón, que ascendió a la Primera División. Los equipos ubicados entre el segundo y el noveno lugar disputaron un torneo reducido de manera eliminatoria a dos ruedas, ida y vuelta, cuyo ganador ascendió a Primera División junto con el campeón.

### Descensos
Se decidieron mediante una tabla de promedios determinados por el cociente entre los puntos obtenidos y los partidos jugados en las cuatro últimas temporadas. Fueron contabilizadas las temporadas previas de la Primera B, si correspondía. Los tres últimos de la tabla descendieron a la Primera B o a su respectiva liga regional dependiendo de si eran equipos directamente o indirectamente afiliados.

## Tabla de posiciones
| Pos  | Equipo                  | Pts. | PJ | G  | E  | P  | GF | GC  | Dif. |
| ---- | ----------------------- | ---- | -- | -- | -- | -- | -- | --- | ---- |
| 01.º | Deportivo Armenio       | 62   | 42 | 22 | 18 | 2  | 69 | 26  | 43   |
| 02.º | Banfield                | 54   | 42 | 20 | 14 | 8  | 87 | 49  | 38   |
| 03.º | Belgrano                | 54   | 42 | 22 | 10 | 10 | 75 | 44  | 31   |
| 04.º | Huracán                 | 54   | 42 | 22 | 10 | 10 | 78 | 51  | 27   |
| 05.º | Colón                   | 54   | 42 | 19 | 16 | 7  | 56 | 35  | 21   |
| 06.º | Deportivo Maipú         | 49   | 42 | 18 | 13 | 11 | 64 | 50  | 14   |
| 07.º | Deportivo Mandiyú       | 48   | 42 | 19 | 10 | 13 | 63 | 41  | 22   |
| 08.º | Chaco For Ever          | 48   | 42 | 15 | 18 | 9  | 55 | 42  | 13   |
| 09.º | Lanús                   | 47   | 42 | 18 | 11 | 13 | 67 | 63  | 4    |
| 10.º | Defensa y Justicia      | 43   | 42 | 15 | 13 | 14 | 47 | 47  | 0    |
| 11°  | Douglas Haig            | 41   | 42 | 13 | 15 | 14 | 60 | 53  | 7    |
| 12.º | Los Andes               | 40   | 42 | 13 | 14 | 15 | 54 | 60  | -6   |
| 13.º | Tigre                   | 38   | 42 | 9  | 20 | 13 | 52 | 57  | -5   |
| 14.º | Central Córdoba (SdE)   | 37   | 42 | 13 | 11 | 18 | 53 | 62  | -7   |
| 15.º | Ferro Carril Oeste (GP) | 36   | 42 | 13 | 10 | 19 | 53 | 62  | -9   |
| 16.º | Guaraní Antonio Franco  | 35   | 42 | 9  | 17 | 16 | 40 | 48  | -8   |
| 17.º | Cipolletti              | 35   | 42 | 10 | 15 | 17 | 38 | 49  | -11  |
| 18°  | Central Norte (S)       | 34   | 42 | 10 | 14 | 18 | 45 | 55  | -10  |
| 19.º | Chacarita Juniors       | 34   | 42 | 10 | 14 | 18 | 38 | 57  | -19  |
| 20.º | Gimnasia y Esgrima (J)  | 34   | 42 | 9  | 16 | 17 | 52 | 82  | -30  |
| 21.º | Atlético Concepción     | 32   | 42 | 8  | 16 | 18 | 42 | 63  | -21  |
| 22.º | Unión (VK)              | 15   | 42 | 4  | 7  | 31 | 35 | 127 | -92  |

|  | Campeón. Ascendió a la Primera División. |
|  | Clasificaron al torneo reducido.         |

## Tabla de promedios
Para su confección se tomaron en cuenta las campañas de las últimas cuatro temporadas de la Primera B, si correspondía.
| Pos  | Equipo                  | Promedio | 1984 | 1985 | 1986 | 1986-87 | Total | PJ  |
| ---- | ----------------------- | -------- | ---- | ---- | ---- | ------- | ----- | --- |
| 01.º | Deportivo Armenio       | 1,400    | -    | -    | 22   | 62      | 84    | 60  |
| 02.º | Belgrano                | 1,285    | -    | -    | -    | 54      | 54    | 42  |
| 02.º | Huracán                 | 1,285    | -    | -    | -    | 54      | 54    | 42  |
| 04.º | Deportivo Maipú         | 1,166    | -    | -    | -    | 49      | 49    | 42  |
| 05.º | Banfield                | 1,152    | 43   | 46   | 23   | 54      | 166   | 144 |
| 06.º | Chaco For Ever          | 1,142    | -    | -    | -    | 48      | 48    | 42  |
| 06.º | Deportivo Mandiyú       | 1,142    | -    | -    | -    | 48      | 48    | 42  |
| 08.º | Lanús                   | 1,138    | 49   | 47   | 21   | 47      | 164   | 144 |
| 09.º | Colón                   | 1,076    | 37   | 43   | 21   | 54      | 155   | 144 |
| 10.º | Los Andes               | 1,069    | 44   | 47   | 23   | 40      | 154   | 144 |
| 11.º | Defensa y Justicia      | 1,066    | -    | -    | 21   | 43      | 64    | 60  |
| 12.º | Tigre                   | 0,979    | 44   | 36   | 23   | 38      | 141   | 144 |
| 13.º | Douglas Haig            | 0,976    | -    | -    | -    | 41      | 41    | 42  |
| 14.º | Central Córdoba (SdE)   | 0,880    | -    | -    | -    | 37      | 37    | 42  |
| 15.º | Ferro Carril Oeste (GP) | 0,857    | -    | -    | -    | 36      | 36    | 42  |
| 16.º | Cipolletti              | 0,833    | -    | -    | -    | 35      | 35    | 42  |
| 16.º | Guaraní Antonio Franco  | 0,833    | -    | -    | -    | 35      | 35    | 42  |
| 18.º | Central Norte (S)       | 0,809    | -    | -    | -    | 34      | 34    | 42  |
| 18.º | Chacarita Juniors       | 0,809    | -    | -    | -    | 34      | 34    | 42  |
| 18.º | Gimnasia y Esgrima (J)  | 0,809    | -    | -    | -    | 34      | 34    | 42  |
| 21.º | Atlético Concepción     | 0,761    | -    | -    | -    | 32      | 32    | 42  |
| 22.º | Unión (VK)              | 0,357    | -    | -    | -    | 15      | 15    | 42  |

|  | Disputaron un triangular de desempate por el tercer descenso a la tercera categoría. |
|  | Descendieron a la tercera categoría.                                                 |

## Resultados

### Primera vuelta
| Fecha 1                | Fecha 1   | Fecha 1               | Fecha 1                                          | Fecha 1     | Fecha 1 |
| Local                  | Resultado | Visitante             | Estadio                                          | Fecha       | Hora    |
| ---------------------- | --------- | --------------------- | ------------------------------------------------ | ----------- | ------- |
| Deportivo Armenio      | 1 - 1     | Chacarita Juniors     | Estadio Armenia                                  | 19 de Julio |         |
| Los Andes              | 2 - 0     | Central Córdoba (SdE) | Estadio Eduardo Gallardón                        | 19 de Julio |         |
| Lanús                  | 3 - 0     | Gimnasia (Jujuy)      | Estadio Ciudad de Lanús                          | 19 de Julio |         |
| Atlético Concepción    | 0 - 1     | Banfield              | Estadio Ingeniero José María Paz                 | 19 de Julio |         |
| Tigre                  | 2 - 1     | Defensa y Justicia    | Estadio José Dellagiovanna                       | 19 de Julio |         |
| Guaraní Antonio Franco | 0 - 0     | Colón                 | Estadio Clemente Argentino Fernández de Oliveira | 20 de Julio |         |
| Deportivo Maipú        | 1 - 0     | Ferro (General Pico)  | Estadio Malvinas Argentinas                      | 20 de Julio |         |
| Central Norte          | 0 - 0     | Huracán               | Estadio Padre Ernesto Martearena                 | 20 de Julio |         |
| Chaco For Ever         | 1 - 1     | Deportivo Mandiyú     | Estadio Juan Alberto García                      | 20 de Julio |         |
| Cipolletti             | 0 - 0     | Unión (Villa Krause)  | Estadio La Visera de Cemento                     | 20 de Julio |         |
| Belgrano               | 1 - 0     | Douglas Haig          | Estadio Monumental de Alta Córdoba               | 22 de Julio |         |

| Belgrano              | 2 - 0 | Guaraní Antonio Franco |
| Unión (Villa Krause)  | 0 - 1 | Lanús                  |
| Gimnasia (Jujuy)      | 1 - 1 | Tigre                  |
| Defensa y Justicia    | 1 - 1 | Chaco For Ever         |
| Deportivo Mandiyú     | 0 - 0 | Deportivo Armenio      |
| Chacarita Juniors     | 1 - 0 | Central Norte          |
| Huracán               | 2 - 0 | Deportivo Maipú        |
| Ferro (General Pico)  | 2 - 1 | Atlético Concepción    |
| Banfield              | 2 - 3 | Colón                  |
| Douglas Haig          | 1 - 2 | Los Andes              |
| Central Córdoba (SdE) | 2 - 0 | Cipolletti             |

| Colón                  | 1 - 0 | Ferro (General Pico)  |
| Atlético Concepción    | 2 - 1 | Huracán               |
| Deportivo Maipú        | 3 - 1 | Chacarita Juniors     |
| Central Norte          | 1 - 0 | Deportivo Mandiyú     |
| Deportivo Armenio      | 3 - 0 | Defensa y Justicia    |
| Chaco For Ever         | 2 - 0 | Gimnasia (Jujuy)      |
| Tigre                  | 4 - 0 | Unión (Villa Krause)  |
| Lanús                  | 1 - 0 | Central Córdoba (SdE) |
| Cipolletti             | 1 - 0 | Douglas Haig          |
| Los Andes              | 1 - 1 | Belgrano              |
| Guaraní Antonio Franco | 1 - 1 | Banfield              |

| Belgrano              | 1 - 1 | Cipolletti             |
| Douglas Haig          | 2 - 1 | Lanús                  |
| Unión (Villa Krause)  | 0 - 1 | Chaco For Ever         |
| Deportivo Mandiyú     | 1 - 1 | Deportivo Maipú        |
| Chacarita Juniors     | 2 - 1 | Atlético Concepción    |
| Ferro (General Pico)  | 0 - 0 | Banfield               |
| Central Córdoba (SdE) | 2 - 2 | Tigre                  |
| Gimnasia (Jujuy)      | 1 - 0 | Deportivo Armenio      |
| Los Andes             | 3 - 1 | Guaraní Antonio Franco |
| Huracán               | 2 - 1 | Colón                  |
| Defensa y Justicia    | 1 - 1 | Central Norte          |

| Banfield               | 1 - 1 | Huracán               |
| Colón                  | 1 - 0 | Chacarita Juniors     |
| Atlético Concepción    | 2 - 1 | Deportivo Mandiyú     |
| Deportivo Maipú        | 1 - 0 | Defensa y Justicia    |
| Deportivo Armenio      | 3 - 1 | Unión (Villa Krause)  |
| Tigre                  | 1 - 0 | Douglas Haig          |
| Lanús                  | 1 - 0 | Belgrano              |
| Cipolletti             | 0 - 0 | Los Andes             |
| Chaco For Ever         | 0 - 0 | Central Córdoba (SdE) |
| Central Norte          | 1 - 2 | Gimnasia (Jujuy)      |
| Guaraní Antonio Franco | 1 - 0 | Ferro (General Pico)  |

| Los Andes             | 0 - 0 | Lanús                  |
| Belgrano              | 2 - 0 | Tigre                  |
| Douglas Haig          | 2 - 1 | Chaco For Ever         |
| Unión (Villa Krause)  | 3 - 2 | Central Norte          |
| Defensa y Justicia    | 2 - 0 | Atlético Concepción    |
| Deportivo Mandiyú     | 3 - 0 | Colón                  |
| Chacarita Juniors     | 1 - 1 | Banfield               |
| Huracán               | 2 - 0 | Ferro (General Pico)   |
| Cipolletti            | 1 - 0 | Guaraní Antonio Franco |
| Gimnasia (Jujuy)      | 0 - 0 | Deportivo Maipú        |
| Central Córdoba (SdE) | 2 - 2 | Deportivo Armenio      |

| Guaraní Antonio Franco | 1 - 1 | Huracán               |
| Ferro (General Pico)   | 1 - 0 | Chacarita Juniors     |
| Banfield               | 0 - 0 | Deportivo Mandiyú     |
| Colón                  | 3 - 0 | Defensa y Justicia    |
| Atlético Concepción    | 3 - 1 | Gimnasia (Jujuy)      |
| Deportivo Maipú        | 4 - 1 | Unión (Villa Krause)  |
| Central Norte          | 4 - 1 | Central Córdoba (SdE) |
| Deportivo Armenio      | 0 - 0 | Douglas Haig          |
| Tigre                  | 1 - 1 | Los Andes             |
| Lanús                  | 0 - 0 | Cipolletti            |
| Chaco For Ever         | 1 - 2 | Belgrano              |

| Cipolletti            | 0 - 0 | Tigre                  |
| Belgrano              | 1 - 0 | Deportivo Armenio      |
| Douglas Haig          | 2 - 0 | Central Norte          |
| Central Córdoba (SdE) | 3 - 1 | Deportivo Maipú        |
| Unión (Villa Krause)  | 2 - 2 | Atlético Concepción    |
| Gimnasia (Jujuy)      | 1 - 2 | Colón                  |
| Deportivo Mandiyú     | 3 - 1 | Ferro (General Pico)   |
| Lanús                 | 1 - 0 | Guaraní Antonio Franco |
| Los Andes             | 0 - 2 | Chaco For Ever         |
| Defensa y Justicia    | 0 - 0 | Banfield               |
| Chacarita Juniors     | 3 - 0 | Huracán                |

| Huracán                | 4 - 2 | Deportivo Mandiyú     |
| Ferro (General Pico)   | 1 - 1 | Defensa y Justicia    |
| Banfield               | 1 - 1 | Gimnasia (Jujuy)      |
| Atlético Concepción    | 1 - 1 | Central Córdoba (SdE) |
| Central Norte          | 1 - 1 | Belgrano              |
| Deportivo Armenio      | 1 - 1 | Los Andes             |
| Tigre                  | 0 - 4 | Lanús                 |
| Deportivo Maipú        | 2 - 1 | Douglas Haig          |
| Colón                  | 1 - 0 | Unión (Villa Krause)  |
| Guaraní Antonio Franco | 0 - 0 | Chacarita Juniors     |
| Chaco For Ever         | 1 - 1 | Cipolletti            |

| Tigre                 | 0 - 0 | Guaraní Antonio Franco |
| Lanús                 | 2 - 1 | Chaco For Ever         |
| Los Andes             | 1 - 1 | Central Norte          |
| Belgrano              | 1 - 1 | Deportivo Maipú        |
| Douglas Haig          | 3 - 0 | Atlético Concepción    |
| Unión (Villa Krause)  | 0 - 2 | Banfield               |
| Defensa y Justicia    | 0 - 1 | Huracán                |
| Deportivo Mandiyú     | 1 - 2 | Chacarita Juniors      |
| Central Córdoba (SdE) | 0 - 0 | Colón                  |
| Cipolletti            | 0 - 1 | Deportivo Armenio      |
| Gimnasia (Jujuy)      | 2 - 2 | Ferro (General Pico)   |

| Chacarita Juniors      | 0 - 1 | Defensa y Justicia    |
| Huracán                | 2 - 2 | Gimnasia (Jujuy)      |
| Ferro (General Pico)   | 4 - 0 | Unión (Villa Krause)  |
| Banfield               | 0 - 0 | Central Córdoba (SdE) |
| Colón                  | 1 - 1 | Douglas Haig          |
| Atlético Concepción    | 1 - 1 | Belgrano              |
| Deportivo Armenio      | 2 - 2 | Lanús                 |
| Guaraní Antonio Franco | 2 - 1 | Deportivo Mandiyú     |
| Chaco For Ever         | 1 - 1 | Tigre                 |
| Central Norte          | 4 - 3 | Cipolletti            |
| Deportivo Maipú        | 0 - 1 | Los Andes             |

| Tigre                 | 1 - 1 | Deportivo Armenio      |
| Lanús                 | 1 - 0 | Central Norte          |
| Los Andes             | 1 - 0 | Atlético Concepción    |
| Belgrano              | 0 - 0 | Colón                  |
| Douglas Haig          | 1 - 1 | Banfield               |
| Unión (Villa Krause)  | 2 - 9 | Huracán                |
| Defensa y Justicia    | 0 - 1 | Deportivo Mandiyú      |
| Gimnasia (Jujuy)      | 2 - 2 | Chacarita Juniors      |
| Cipolletti            | 1 - 2 | Deportivo Maipú        |
| Chaco For Ever        | 1 - 1 | Guaraní Antonio Franco |
| Central Córdoba (SdE) | 1 - 0 | Ferro (General Pico)   |

| Guaraní Antonio Franco | 2 - 1 | Defensa y Justicia    |
| Deportivo Mandiyú      | 3 - 0 | Gimnasia (Jujuy)      |
| Chacarita Juniors      | 1 - 0 | Unión (Villa Krause)  |
| Huracán                | 4 - 1 | Central Córdoba (SdE) |
| Ferro (General Pico)   | 3 - 1 | Douglas Haig          |
| Banfield               | 4 - 1 | Belgrano              |
| Colón                  | 0 - 1 | Los Andes             |
| Atlético Concepción    | 2 - 0 | Cipolletti            |
| Deportivo Maipú        | 2 - 0 | Lanús                 |
| Central Norte          | 1 - 1 | Tigre                 |
| Deportivo Armenio      | 2 - 2 | Chaco For Ever        |

| Deportivo Armenio     | 2 - 0 | Guaraní Antonio Franco |
| Chaco For Ever        | 1 - 0 | Central Norte          |
| Tigre                 | 1 - 1 | Deportivo Maipú        |
| Lanús                 | 2 - 2 | Atlético Concepción    |
| Cipolletti            | 0 - 1 | Colón                  |
| Los Andes             | 2 - 4 | Banfield               |
| Douglas Haig          | 0 - 0 | Huracán                |
| Central Córdoba (SdE) | 2 - 1 | Chacarita Juniors      |
| Unión (Villa Krause)  | 1 - 3 | Deportivo Mandiyú      |
| Gimnasia (Jujuy)      | 0 - 0 | Defensa y Justicia     |
| Belgrano              | 2 - 0 | Ferro (General Pico)   |

| Defensa y Justicia     | 1 - 0 | Unión (Villa Krause)  |
| Deportivo Mandiyú      | 5 - 2 | Central Córdoba (SdE) |
| Chacarita Juniors      | 2 - 2 | Douglas Haig          |
| Huracán                | 2 - 0 | Belgrano              |
| Ferro (General Pico)   | 2 - 1 | Los Andes             |
| Banfield               | 2 - 0 | Cipolletti            |
| Colón                  | 4 - 1 | Lanús                 |
| Atlético Concepción    | 0 - 0 | Tigre                 |
| Deportivo Maipú        | 3 - 1 | Chaco For Ever        |
| Guaraní Antonio Franco | 5 - 1 | Gimnasia (Jujuy)      |
| Central Norte          | 0 - 1 | Deportivo Armenio     |

| Deportivo Armenio     | 2 - 1 | Deportivo Maipú        |
| Chaco For Ever        | 2 - 1 | Atlético Concepción    |
| Tigre                 | 2 - 0 | Colón                  |
| Lanús                 | 5 - 4 | Banfield               |
| Los Andes             | 2 - 4 | Huracán                |
| Belgrano              | 2 - 0 | Chacarita Juniors      |
| Douglas Haig          | 2 - 1 | Deportivo Mandiyú      |
| Unión (Villa Krause)  | 0 - 1 | Gimnasia (Jujuy)       |
| Central Norte         | 0 - 0 | Guaraní Antonio Franco |
| Cipolletti            | 4 - 1 | Ferro (General Pico)   |
| Central Córdoba (SdE) | 3 - 0 | Defensa y Justicia     |

| Guaraní Antonio Franco | 4 - 0 | Unión (Villa Krause)  |
| Defensa y Justicia     | 2 - 2 | Douglas Haig          |
| Deportivo Mandiyú      | 2 - 1 | Belgrano              |
| Chacarita Juniors      | 0 - 2 | Los Andes             |
| Huracán                | 2 - 0 | Cipolletti            |
| Ferro (General Pico)   | 1 - 1 | Lanús                 |
| Banfield               | 3 - 0 | Tigre                 |
| Colón                  | 0 - 0 | Chaco For Ever        |
| Atlético Concepción    | 0 - 2 | Deportivo Armenio     |
| Deportivo Maipú        | 1 - 0 | Central Norte         |
| Gimnasia (Jujuy)       | 1 - 1 | Central Córdoba (SdE) |

| Deportivo Maipú       | 3 - 1 | Guaraní Antonio Franco |
| Deportivo Armenio     | 2 - 2 | Colón                  |
| Chaco For Ever        | 2 - 0 | Banfield               |
| Tigre                 | 1 - 2 | Ferro (General Pico)   |
| Lanús                 | 2 - 0 | Huracán                |
| Los Andes             | 1 - 0 | Deportivo Mandiyú      |
| Belgrano              | 1 - 0 | Defensa y Justicia     |
| Douglas Haig          | 1 - 1 | Gimnasia (Jujuy)       |
| Central Córdoba (SdE) | 1 - 1 | Unión (Villa Krause)   |
| Cipolletti            | 2 - 0 | Chacarita Juniors      |
| Central Norte         | 1 - 0 | Atlético Concepción    |

| Guaraní Antonio Franco | 0 - 4 | Central Córdoba (SdE) |
| Unión (Villa Krause)   | 0 - 3 | Douglas Haig          |
| Gimnasia (Jujuy)       | 0 - 1 | Belgrano              |
| Defensa y Justicia     | 2 - 3 | Los Andes             |
| Deportivo Mandiyú      | 3 - 0 | Cipolletti            |
| Chacarita Juniors      | 0 - 0 | Lanús                 |
| Huracán                | 2 - 0 | Tigre                 |
| Ferro (General Pico)   | 2 - 0 | Chaco For Ever        |
| Banfield               | 0 - 0 | Deportivo Armenio     |
| Colón                  | 1 - 0 | Central Norte         |
| Atlético Concepción    | 1 - 0 | Deportivo Maipú       |

| Belgrano            | 4 - 0 | Unión (Villa Krause)   |  |
| Douglas Haig        | 1 - 1 | Central Córdoba (SdE)  |  |
| Atlético Concepción | 0 - 0 | Guaraní Antonio Franco |  |
| Deportivo Maipú     | 1 - 1 | Colón                  |  |
| Central Norte       | 2 - 2 | Banfield               |  |
| Chaco For Ever      | 2 - 2 | Huracán                |  |
| Tigre               | 2 - 0 | Chacarita Juniors      |  |
| Cipolletti          | 1 - 1 | Defensa y Justicia     |  |
| Deportivo Armenio   | 2 - 1 | Ferro (General Pico)   |  |
| Lanús               | 0 - 1 | Deportivo Mandiyú      |  |
| Los Andes           | 3 - 0 | Gimnasia (Jujuy)       |  |

| Unión (Villa Krause)   | 0 - 0 | Los Andes           |
| Defensa y Justicia     | 0 - 2 | Lanús               |
| Deportivo Mandiyú      | 0 - 0 | Tigre               |
| Chacarita Juniors      | 0 - 0 | Chaco For Ever      |
| Huracán                | 1 - 1 | Deportivo Armenio   |
| Ferro (General Pico)   | 0 - 0 | Central Norte       |
| Banfield               | 3 - 1 | Deportivo Maipú     |
| Guaraní Antonio Franco | 2 - 1 | Douglas Haig        |
| Central Córdoba (SdE)  | 3 - 1 | Belgrano            |
| Gimnasia (Jujuy)       | 1 - 1 | Cipolletti          |
| Colón                  | 0 - 0 | Atlético Concepción |

### Segunda rueda
| Banfield              | 0 - 0 | Atlético Concepción    |
| Huracán               | 2 - 0 | Central Norte          |
| Chacarita Juniors     | 1 - 2 | Deportivo Armenio      |
| Deportivo Mandiyú     | 1 - 0 | Chaco For Ever         |
| Defensa y Justicia    | 2 - 1 | Tigre                  |
| Unión (Villa Krause)  | 1 - 0 | Cipolletti             |
| Douglas Haig          | 2 - 1 | Belgrano               |
| Colón                 | 1 - 0 | Guaraní Antonio Franco |
| Gimnasia (Jujuy)      | 2 - 2 | Lanús                  |
| Ferro (General Pico)  | 2 - 3 | Deportivo Maipú        |
| Central Córdoba (SdE) | 2 - 1 | Los Andes              |

| Los Andes              | 1 - 1 | Douglas Haig          |
| Lanús                  | 1 - 0 | Unión (Villa Krause)  |
| Tigre                  | 3 - 0 | Gimnasia (Jujuy)      |
| Deportivo Armenio      | 2 - 2 | Deportivo Mandiyú     |
| Atlético Concepción    | 2 - 1 | Ferro (General Pico)  |
| Colón                  | 2 - 0 | Banfield              |
| Guaraní Antonio Franco | 1 - 3 | Belgrano              |
| Deportivo Maipú        | 3 - 0 | Huracán               |
| Cipolletti             | 1 - 0 | Central Córdoba (SdE) |
| Chaco For Ever         | 2 - 2 | Defensa y Justicia    |
| Central Norte          | 1 - 1 | Chacarita Juniors     |

| Banfield              | 3 - 2 | Guaraní Antonio Franco |
| Ferro (General Pico)  | 1 - 1 | Colón                  |
| Huracán               | 3 - 0 | Atlético Concepción    |
| Chacarita Juniors     | 1 - 0 | Deportivo Maipú        |
| Deportivo Mandiyú     | 3 - 0 | Central Norte          |
| Defensa y Justicia    | 0 - 0 | Deportivo Armenio      |
| Unión (Villa Krause)  | 3 - 3 | Tigre                  |
| Central Córdoba (SdE) | 1 - 2 | Lanús                  |
| Douglas Haig          | 1 - 1 | Cipolletti             |
| Belgrano              | 1 - 0 | Los Andes              |
| Gimnasia (Jujuy)      | 0 - 0 | Chaco For Ever         |

| Guaraní Antonio Franco | 0 - 0 | Los Andes             |
| Cipolletti             | 2 - 1 | Belgrano              |
| Lanús                  | 2 - 1 | Douglas Haig          |
| Tigre                  | 0 - 1 | Central Córdoba (SdE) |
| Chaco For Ever         | 4 - 0 | Unión (Villa Krause)  |
| Deportivo Armenio      | 2 - 0 | Gimnasia (Jujuy)      |
| Central Norte          | 0 - 1 | Defensa y Justicia    |
| Deportivo Maipú        | 3 - 2 | Deportivo Mandiyú     |
| Atlético Concepción    | 0 - 0 | Chacarita Juniors     |
| Colón                  | 2 - 1 | Huracán               |
| Banfield               | 5 - 1 | Ferro (General Pico)  |

| Huracán               | 1 - 2 | Banfield               |
| Chacarita Juniors     | 0 - 1 | Colón                  |
| Defensa y Justicia    | 0 - 1 | Deportivo Maipú        |
| Douglas Haig          | 2 - 2 | Tigre                  |
| Belgrano              | 5 - 1 | Lanús                  |
| Los Andes             | 2 - 1 | Cipolletti             |
| Ferro (General Pico)  | 2 - 1 | Guaraní Antonio Franco |
| Deportivo Mandiyú     | 1 - 1 | Atlético Concepción    |
| Gimnasia (Jujuy)      | 3 - 2 | Central Norte          |
| Unión (Villa Krause)  | 0 - 3 | Deportivo Armenio      |
| Central Córdoba (SdE) | 0 - 2 | Chaco For Ever         |

| Lanús                  | 7 - 2 | Los Andes             |
| Tigre                  | 1 - 1 | Belgrano              |
| Chaco For Ever         | 2 - 0 | Douglas Haig          |
| Deportivo Armenio      | 4 - 0 | Central Córdoba (SdE) |
| Atlético Concepción    | 1 - 1 | Defensa y Justicia    |
| Colón                  | 1 - 0 | Deportivo Mandiyú     |
| Banfield               | 2 - 0 | Chacarita Juniors     |
| Ferro (General Pico)   | 1 - 1 | Huracán               |
| Guaraní Antonio Franco | 0 - 0 | Cipolletti            |
| Central Norte          | 1 - 1 | Unión (Villa Krause)  |
| Deportivo Maipú        | 3 - 2 | Gimnasia (Jujuy)      |

| Huracán               | 1 - 0 | Guaraní Antonio Franco |
| Chacarita Juniors     | 2 - 0 | Ferro (General Pico)   |
| Deportivo Mandiyú     | 4 - 1 | Banfield               |
| Defensa y Justicia    | 2 - 1 | Colón                  |
| Gimnasia (Jujuy)      | 4 - 2 | Atlético Concepción    |
| Unión (Villa Krause)  | 0 - 4 | Deportivo Maipú        |
| Douglas Haig          | 1 - 1 | Deportivo Armenio      |
| Belgrano              | 1 - 1 | Chaco For Ever         |
| Los Andes             | 0 - 2 | Tigre                  |
| Cipolletti            | 3 - 1 | Lanús                  |
| Central Córdoba (SdE) | 0 - 1 | Central Norte          |

| Tigre                  | 0 - 0 | Cipolletti            |
| Deportivo Armenio      | 3 - 1 | Belgrano              |
| Central Norte          | 0 - 2 | Douglas Haig          |
| Deportivo Maipú        | 3 - 0 | Central Córdoba (SdE) |
| Atlético Concepción    | 3 - 0 | Unión (Villa Krause)  |
| Colón                  | 6 - 2 | Gimnasia (Jujuy)      |
| Banfield               | 1 - 1 | Defensa y Justicia    |
| Huracán                | 1 - 1 | Chacarita Juniors     |
| Guaraní Antonio Franco | 2 - 0 | Lanús                 |
| Chaco For Ever         | 1 - 1 | Los Andes             |
| Ferro (General Pico)   | 3 - 2 | Deportivo Mandiyú     |

| Chacarita Juniors     | 1 - 1 | Guaraní Antonio Franco |
| Deportivo Mandiyú     | 1 - 2 | Huracán                |
| Defensa y Justicia    | 2 - 1 | Ferro (General Pico)   |
| Unión (Villa Krause)  | 0 - 3 | Colón                  |
| Central Córdoba (SdE) | 4 - 1 | Atlético Concepción    |
| Douglas Haig          | 4 - 2 | Deportivo Maipú        |
| Belgrano              | 1 - 1 | Central Norte          |
| Los Andes             | 0 - 4 | Deportivo Armenio      |
| Cipolletti            | 0 - 2 | Chaco For Ever         |
| Lanús                 | 5 - 3 | Tigre                  |
| Gimnasia (Jujuy)      | 2 - 3 | Banfield               |

| Chaco For Ever         | 3 - 1  | Lanús                 |
| Deportivo Armenio      | 2 - 0  | Cipolletti            |
| Central Norte          | 2 - 0  | Los Andes             |
| Atlético Concepción    | 2 - 3  | Douglas Haig          |
| Colón                  | 4 - 1  | Central Córdoba (SdE) |
| Banfield               | 10 - 2 | Unión (Villa Krause)  |
| Ferro (General Pico)   | 4 - 1  | Gimnasia (Jujuy)      |
| Huracán                | 1 - 0  | Defensa y Justicia    |
| Chacarita Juniors      | 0 - 1  | Deportivo Mandiyú     |
| Deportivo Maipú        | 2 - 4  | Belgrano              |
| Guaraní Antonio Franco | 3 - 2  | Tigre                 |

| Deportivo Mandiyú     | 1 - 0 | Guaraní Antonio Franco |
| Defensa y Justicia    | 2 - 1 | Chacarita Juniors      |
| Gimnasia (Jujuy)      | 2 - 1 | Huracán                |
| Unión (Villa Krause)  | 4 - 3 | Ferro (General Pico)   |
| Douglas Haig          | 1 - 1 | Colón                  |
| Belgrano              | 4 - 0 | Atlético Concepción    |
| Los Andes             | 2 - 2 | Deportivo Maipú        |
| Cipolletti            | 2 - 1 | Central Norte          |
| Lanús                 | 1 - 1 | Deportivo Armenio      |
| Tigre                 | 3 - 1 | Chaco For Ever         |
| Central Córdoba (SdE) | 0 - 1 | Banfield               |

| Deportivo Armenio      | 2 - 0 | Tigre                 |
| Central Norte          | 4 - 3 | Lanús                 |
| Deportivo Maipú        | 0 - 0 | Cipolletti            |
| Atlético Concepción    | 1 - 1 | Los Andes             |
| Colón                  | 3 - 0 | Belgrano              |
| Banfield               | 3 - 1 | Douglas Haig          |
| Ferro (General Pico)   | 2 - 0 | Central Córdoba (SdE) |
| Huracán                | 3 - 2 | Unión (Villa Krause)  |
| Chacarita Juniors      | 2 - 2 | Gimnasia (Jujuy)      |
| Guaraní Antonio Franco | 1 - 1 | Chaco For Ever        |
| Deportivo Mandiyú      | 1 - 3 | Defensa y Justicia    |

| Defensa y Justicia    | 2 - 1 | Guaraní Antonio Franco |
| Gimnasia (Jujuy)      | 0 - 0 | Deportivo Mandiyú      |
| Unión (Villa Krause)  | 5 - 2 | Chacarita Juniors      |
| Douglas Haig          | 0 - 1 | Ferro (General Pico)   |
| Belgrano              | 4 - 2 | Banfield               |
| Los Andes             | 0 - 0 | Colón                  |
| Cipolletti            | 1 - 0 | Atlético Concepción    |
| Lanús                 | 3 - 2 | Deportivo Maipú        |
| Tigre                 | 2 - 2 | Central Norte          |
| Chaco For Ever        | 1 - 1 | Deportivo Armenio      |
| Central Córdoba (SdE) | 2 - 3 | Huracán                |

| Guaraní Antonio Franco | 0 - 1 | Deportivo Armenio     |
| Atlético Concepción    | 1 - 0 | Lanús                 |
| Colón                  | 2 - 2 | Cipolletti            |
| Banfield               | 7 - 1 | Los Andes             |
| Ferro (General Pico)   | 0 - 1 | Belgrano              |
| Huracán                | 2 - 0 | Douglas Haig          |
| Chacarita Juniors      | 0 - 3 | Central Córdoba (SdE) |
| Deportivo Mandiyú      | 4 - 1 | Unión (Villa Krause)  |
| Defensa y Justicia     | 5 - 2 | Gimnasia (Jujuy)      |
| Central Norte          | 1 - 2 | Chaco For Ever        |
| Deportivo Maipú        | 1 - 1 | Tigre                 |

| Gimnasia (Jujuy)      | 0 - 0 | Guaraní Antonio Franco |
| Unión (Villa Krause)  | 2 - 2 | Defensa y Justicia     |
| Central Córdoba (SdE) | 0 - 1 | Deportivo Mandiyú      |
| Douglas Haig          | 5 - 0 | Chacarita Juniors      |
| Belgrano              | 3 - 2 | Huracán                |
| Los Andes             | 3 - 0 | Ferro (General Pico)   |
| Cipolletti            | 1 - 1 | Banfield               |
| Lanús                 | 1 - 1 | Colón                  |
| Tigre                 | 2 - 2 | Atlético Concepción    |
| Chaco For Ever        | 0 - 0 | Deportivo Maipú        |
| Deportivo Armenio     | 2 - 0 | Central Norte          |

| Atlético Concepción    | 2 - 3 | Chaco For Ever        |
| Banfield               | 2 - 1 | Lanús                 |
| Huracán                | 3 - 0 | Los Andes             |
| Chacarita Juniors      | 1 - 1 | Belgrano              |
| Deportivo Mandiyú      | 1 - 1 | Douglas Haig          |
| Defensa y Justicia     | 3 - 1 | Central Córdoba (SdE) |
| Guaraní Antonio Franco | 1 - 3 | Central Norte         |
| Deportivo Maipú        | 0 - 0 | Deportivo Armenio     |
| Colón                  | 0 - 0 | Tigre                 |
| Ferro (General Pico)   | 2 - 0 | Cipolletti            |
| Gimnasia (Jujuy)       | 3 - 1 | Unión (Villa Krause)  |

| Unión (Villa Krause)  | 0 - 2 | Guaraní Antonio Franco |
| Central Córdoba (SdE) | 0 - 0 | Gimnasia (Jujuy)       |
| Douglas Haig          | 2 - 1 | Defensa y Justicia     |
| Belgrano              | 1 - 0 | Deportivo Mandiyú      |
| Los Andes             | 1 - 2 | Chacarita Juniors      |
| Cipolletti            | 1 - 1 | Huracán                |
| Lanús                 | 4 - 4 | Ferro (General Pico)   |
| Tigre                 | 0 - 5 | Banfield               |
| Chaco For Ever        | 3 - 0 | Colón                  |
| Deportivo Armenio     | 4 - 0 | Atlético Concepción    |
| Central Norte         | 3 - 1 | Deportivo Maipú        |

| Atlético Concepción    | 0 - 0 | Central Norte         |
| Colón                  | 1 - 2 | Deportivo Armenio     |
| Banfield               | 2 - 1 | Chaco For Ever        |
| Huracán                | 3 - 0 | Lanús                 |
| Chacarita Juniors      | 2 - 1 | Cipolletti            |
| Deportivo Mandiyú      | 0 - 0 | Los Andes             |
| Defensa y Justicia     | 1 - 0 | Belgrano              |
| Unión (Villa Krause)   | 1 - 3 | Central Córdoba (SdE) |
| Guaraní Antonio Franco | 0 - 0 | Deportivo Maipú       |
| Ferro (General Pico)   | 2 - 2 | Tigre                 |
| Gimnasia (Jujuy)       | 3 - 0 | Douglas Haig          |

| Central Córdoba (SdE) | 1 - 1 | Guaraní Antonio Franco |
| Douglas Haig          | 5 - 0 | Unión (Villa Krause)   |
| Belgrano              | 5 - 1 | Gimnasia (Jujuy)       |
| Los Andes             | 0 - 1 | Defensa y Justicia     |
| Cipolletti            | 1 - 2 | Deportivo Mandiyú      |
| Lanús                 | 2 - 1 | Chacarita Juniors      |
| Tigre                 | 4 - 0 | Huracán                |
| Chaco For Ever        | 1 - 0 | Ferro (General Pico)   |
| Deportivo Armenio     | 1 - 0 | Banfield               |
| Central Norte         | 2 - 2 | Colón                  |
| Deportivo Maipú       | 2 - 2 | Atlético Concepción    |

| Colón                  | 0 - 0 | Deportivo Maipú     |
| Banfield               | 3 - 0 | Central Norte       |
| Ferro (General Pico)   | 0 - 0 | Deportivo Armenio   |
| Huracán                | 4 - 1 | Chaco For Ever      |
| Chacarita Juniors      | 2 - 1 | Tigre               |
| Deportivo Mandiyú      | 3 - 0 | Lanús               |
| Defensa y Justicia     | 2 - 0 | Cipolletti          |
| Gimnasia (Jujuy)       | 3 - 2 | Los Andes           |
| Unión (Villa Krause)   | 1 - 8 | Belgrano            |
| Central Córdoba (SdE)  | 3 - 1 | Douglas Haig        |
| Guaraní Antonio Franco | 2 - 2 | Atlético Concepción |

| Douglas Haig        | 1 - 1 | Guaraní Antonio Franco |
| Belgrano            | 3 - 1 | Central Córdoba (SdE)  |
| Los Andes           | 9 - 0 | Unión (Villa Krause)   |
| Cipolletti          | 5 - 2 | Gimnasia (Jujuy)       |
| Lanús               | 0 - 0 | Defensa y Justicia     |
| Tigre               | 0 - 1 | Deportivo Mandiyú      |
| Chaco For Ever      | 1 - 1 | Chacarita Juniors      |
| Deportivo Armenio   | 4 - 1 | Huracán                |
| Central Norte       | 2 - 0 | Ferro (General Pico)   |
| Deportivo Maipú     | 3 - 2 | Banfield               |
| Atlético Concepción | 1 - 2 | Colón                  |

## Torneo reducido
Los 8 equipos ubicados del 2.º al 9.º lugar de la tabla final de posiciones se ordenaron del 1 al 8 y participan del Reducido, un minitorneo por eliminación directa, en el que se emparejaron, respectivamente, los mejor con los peor posicionados en la tabla en series a doble partido. En caso de que dos equipos quedaran iguales en cantidad de puntos y goles, clasificaba el de mejor posición en la tabla general del campeonato. El ganador fue Banfield, que ascendió a Primera División.

### Cuadro de desarrollo
|  | Cuartos de final                        | Cuartos de final | Cuartos de final                        | Cuartos de final |   |                                         | Semifinales | Semifinales | Semifinales | Semifinales |  |                                    | Final    | Final | Final | Final |  |
|  |                                         |                  |                                         |                  |   |                                         |             |             |             |             |  |                                    |          |       |       |       |  |
|  |                                         |                  |                                         |                  |   |                                         |             |             |             |             |  |                                    |          |       |       |       |  |
|  | Bandera de la Provincia de Córdoba      | Belgrano v.d.    | 2                                       | 2                |   |                                         |             |             |             |             |  |                                    |          |       |       |       |  |
|  | Bandera de la Provincia de Córdoba      | Belgrano v.d.    | 2                                       | 2                |   |                                         |             |             |             |             |  |                                    |          |       |       |       |  |
|  | Bandera de la Provincia del Chaco       | Chaco For Ever   | 1                                       | 3                |   |                                         |             |             |             |             |  |                                    |          |       |       |       |  |
|  | Bandera de la Provincia del Chaco       | Chaco For Ever   | 1                                       | 3                |   | Bandera de la Provincia de Córdoba      | Belgrano    | 0           | 2           |             |  |                                    |          |       |       |       |  |
|  |                                         |                  |                                         |                  |   | Bandera de la Provincia de Córdoba      | Belgrano    | 0           | 2           |             |  |                                    |          |       |       |       |  |
|  |                                         |                  | Bandera de la Ciudad de Buenos Aires    | Huracán          | 0 | 1                                       |             |             |             |             |  |                                    |          |       |       |       |  |
|  | Bandera de la Provincia de Corrientes   | Mandiyú          | Bandera de la Ciudad de Buenos Aires    | Huracán          | 0 | 1                                       | 0           | 0           |             |             |  |                                    |          |       |       |       |  |
|  | Bandera de la Provincia de Corrientes   | Mandiyú          |                                         |                  |   |                                         |             |             |             |             |  |                                    |          |       |       |       |  |
|  | Bandera de la Ciudad de Buenos Aires    | Huracán          | 1                                       | 1                |   |                                         |             |             |             |             |  |                                    |          |       |       |       |  |
|  | Bandera de la Ciudad de Buenos Aires    | Huracán          | 1                                       | 1                |   |                                         |             |             |             |             |  | Bandera de la Provincia de Córdoba | Belgrano | 1     | 0     |       |  |
|  |                                         |                  |                                         |                  |   |                                         |             |             |             |             |  | Bandera de la Provincia de Córdoba | Belgrano | 1     | 0     |       |  |
|  |                                         |                  | Bandera de la Provincia de Buenos Aires | Banfield         | 0 | 2                                       |             |             |             |             |  |                                    |          |       |       |       |  |
|  | Bandera de la Provincia de Buenos Aires | Banfield         | Bandera de la Provincia de Buenos Aires | Banfield         | 0 | 2                                       | 0           | 3           |             |             |  |                                    |          |       |       |       |  |
|  | Bandera de la Provincia de Buenos Aires | Banfield         |                                         |                  |   |                                         |             |             |             |             |  |                                    |          |       |       |       |  |
|  | Bandera de la Provincia de Buenos Aires | Lanús            | 0                                       | 2                |   |                                         |             |             |             |             |  |                                    |          |       |       |       |  |
|  | Bandera de la Provincia de Buenos Aires | Lanús            | 0                                       | 2                |   | Bandera de la Provincia de Buenos Aires | Banfield    | 0           | 1           |             |  |                                    |          |       |       |       |  |
|  |                                         |                  |                                         |                  |   | Bandera de la Provincia de Buenos Aires | Banfield    | 0           | 1           |             |  |                                    |          |       |       |       |  |
|  |                                         |                  | Bandera de la Provincia de Santa Fe     | Colón            | 0 | 1                                       |             |             |             |             |  |                                    |          |       |       |       |  |
|  | Bandera de la Provincia de Santa Fe     | Colón            | Bandera de la Provincia de Santa Fe     | Colón            | 0 | 1                                       | 3           | 0           |             |             |  |                                    |          |       |       |       |  |
|  | Bandera de la Provincia de Santa Fe     | Colón            |                                         |                  |   |                                         |             |             |             |             |  |                                    |          |       |       |       |  |
|  | Bandera de la Provincia de Mendoza      | Maipú            | 0                                       | 1                |   |                                         |             |             |             |             |  |                                    |          |       |       |       |  |
|  | Bandera de la Provincia de Mendoza      | Maipú            | 0                                       | 1                |   |                                         |             |             |             |             |  |                                    |          |       |       |       |  |
|  |                                         |                  |                                         |                  |   |                                         |             |             |             |             |  |                                    |          |       |       |       |  |

Nota: Los equipos que figuran en la línea superior de cada llave, fueron locales en los partidos de ida.
- Club Atlético Banfield
Ascendido a Primera División.

## Desempate por el descenso
Central Norte (S), Gimnasia y Esgrima (J) y Chacarita Juniors finalizaron igualados en el promedio de descenso y disputaron un triangular de desempate. 

### Tabla de posiciones
| Pos | Equipo                 | Pts | PJ | G | E | P | GF | GC | DIF |
| --- | ---------------------- | --- | -- | - | - | - | -- | -- | --- |
| 1.º | Chacarita Juniors      | 2   | 2  | 0 | 2 | 0 | 1  | 1  | 0   |
| 1.º | Central Norte (S)      | 2   | 2  | 0 | 2 | 0 | 1  | 1  | 0   |
| 1.º | Gimnasia y Esgrima (J) | 2   | 2  | 0 | 2 | 0 | 0  | 0  | 0   |

### Resultados
| Partidos               |           |                        |                    |                     |
| Equipo 1               | Resultado | Equipo 2               | Fecha              | Estadio             |
| ---------------------- | --------- | ---------------------- | ------------------ | ------------------- |
| Central Norte          | 0 - 0     | Gimnasia y Esgrima (J) | 9 de mayo de 1987  | La Ciudadela        |
| Chacarita Juniors      | 1 - 1     | Central Norte (S)      | 16 de mayo de 1987 | 15 de Abril         |
| Gimnasia y Esgrima (J) | 0 - 0     | Chacarita Juniors      | 23 de mayo de 1987 | Juan Alberto García |

### Tabla de los partidos entre sí
Al haber terminado los tres equipos con la misma cantidad de puntos, se consideró el desempeño en los partidos disputados entre sí en la fase regular del torneo. De esta manera, el descendido fue Central Norte (S).
| Pos | Equipo                 | Pts | PJ | G | E | P | GF | GC | DIF |
| --- | ---------------------- | --- | -- | - | - | - | -- | -- | --- |
| 1.º | Gimnasia y Esgrima (J) | 6   | 4  | 2 | 2 | 0 | 9  | 7  | 2   |
| 2.º | Chacarita Juniors      | 5   | 4  | 1 | 3 | 0 | 6  | 5  | 1   |
| 3.º | Central Norte (S)      | 1   | 4  | 0 | 1 | 3 | 4  | 7  | -3  |

### Resultados
| Partidos               |           |                        |                          |          |
| Local                  | Resultado | Visitante              | Fecha                    | Jornada  |
| ---------------------- | --------- | ---------------------- | ------------------------ | -------- |
| Chacarita Juniors      | 1 - 0     | Central Norte          | 26 de julio de 1986      | Fecha 2  |
| Central Norte          | 1 - 2     | Gimnasia y Esgrima (J) | 16 de agosto de 1986     | Fecha 5  |
| Gimnasia y Esgrima (J) | 2 - 2     | Chacarita Juniors      | 27 de septiembre de 1986 | Fecha 12 |
| Central Norte          | 1 - 1     | Chacarita Juniors      | 29 de noviembre de 1986  | Fecha 23 |
| Gimnasia y Esgrima (J) | 3 - 2     | Central Norte          | 13 de diciembre de 1986  | Fecha 26 |
| Chacarita Juniors      | 2 - 2     | Gimnasia y Esgrima (J) | 21 de febrero de 1987    | Fecha 33 |

## Goleadores
| Pos. | Jugador              | Jugador                | Goles | Equipo            |
| ---- | -------------------- | ---------------------- | ----- | ----------------- |
| 1.º  | Bandera de Argentina | José Toti Iglesias     | 36    | Huracán           |
| 2.º  | Bandera de Argentina | Abel Blasón            | 34    | Belgrano          |
| 3.º  | Bandera de Argentina | Miguel Hernández       | 25    | Banfield          |
| 4.º  | Bandera de Argentina | Maximiliano Cincunegui | 22    | Deportivo Armenio |
| 5.º  | Bandera de Argentina | Félix Orte             | 20    | Banfield          |